# Balkenkopf

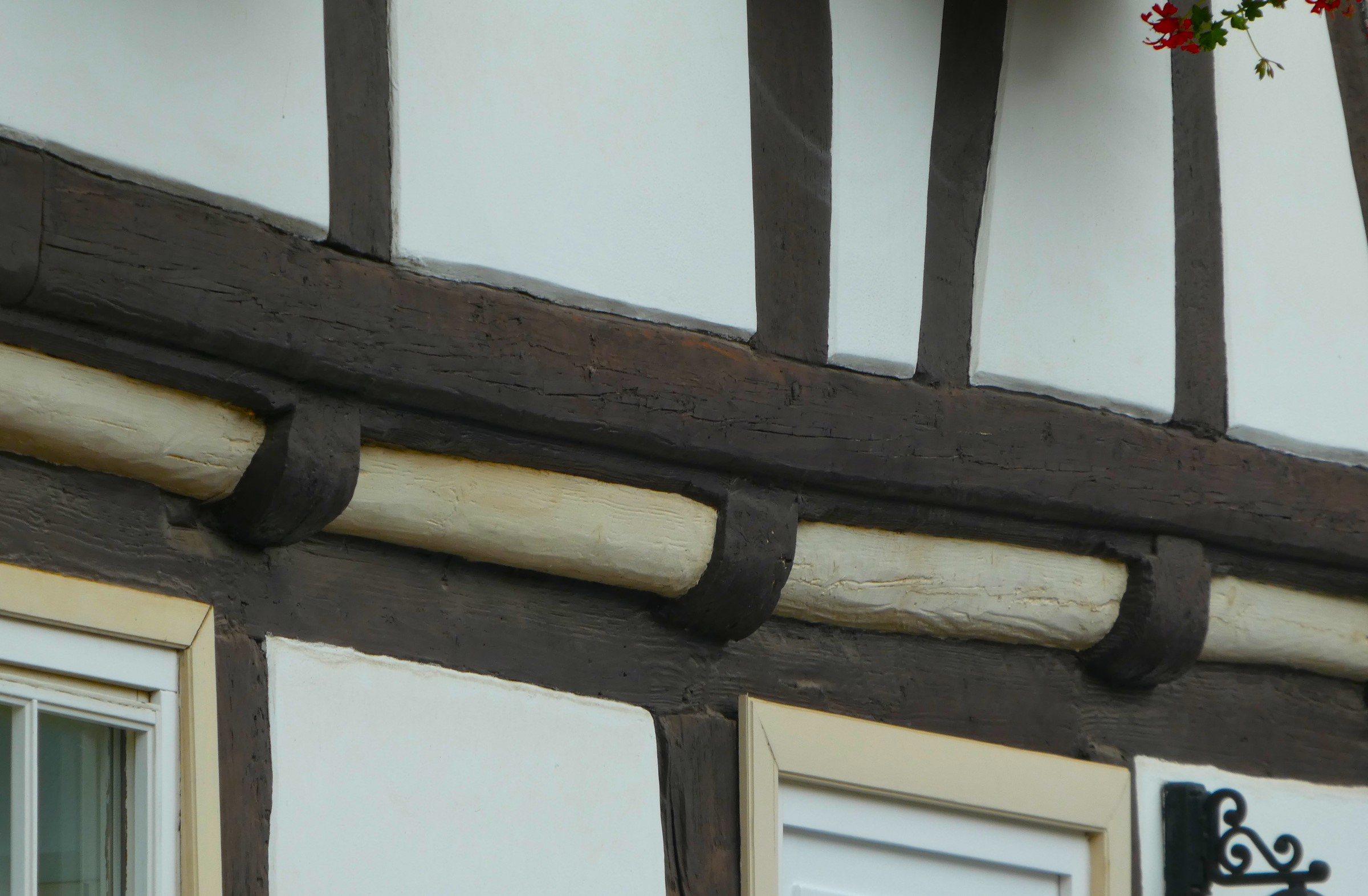
Drei Balkenköpfe zwischen Rähm und Stockschwelle eines Fachwerkhauses (Göttingen-Geismar, 18. Jahrhundert)

Ein Balkenkopf ist im Bauwesen das in oder auf einer Wand liegende oder über diese hinausragende Ende eines Balkens. Im historischen Holzfachwerkbau (Stockwerkbau) ist der sichtbare Balkenkopf einer Deckenbalkenlage oft durch Profilierung, Schnitzerei und Bemalung verziert.

## Gestaltung sichtbarer Balkenköpfe
Wenn Balkenköpfe einer Deckenbalkenlage über Wand oder Mauer hinausragen, zeigen sie oft nicht nur ihre schlichte Hirnholzfläche, sondern sind in der historischen Architektur zur besonderen Verzierung von Fassaden herangezogen worden.
Die formale Gestaltung von sichtbaren Balkenköpfen in einer Fassade hat eine lange Vorgeschichte, die bereits auf die Architektur der griechischen Tempel Einfluss nahm. So gilt die Erinnerung an den Balkenkopf des Holzbaus als Ursprung von Triglyphe und Zahnschnitt der dorischen Ordnung und der ionischen Ordnung.

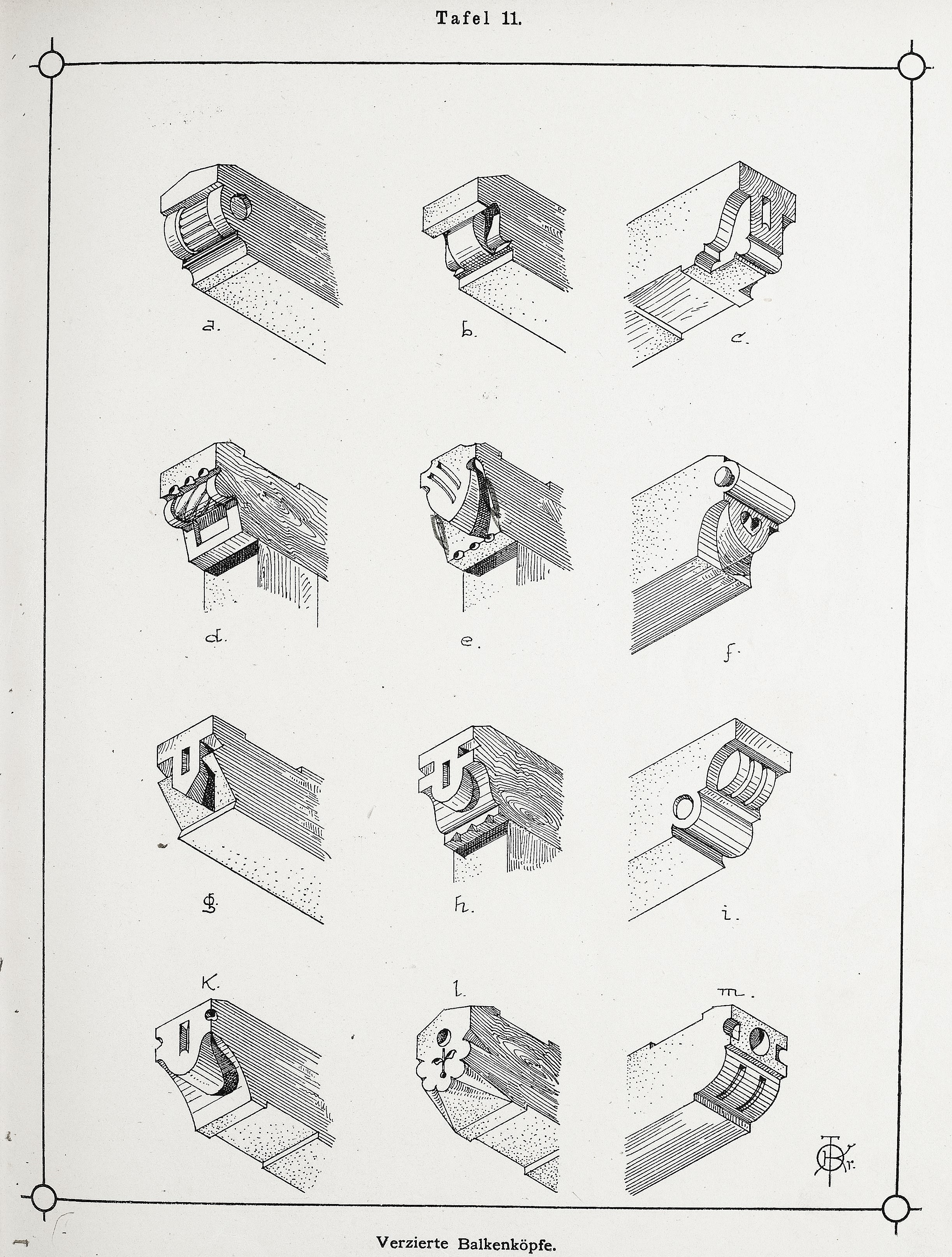
Balkenkopf-Verzierungen (Zimmermannslehrbuch von 1893)

In der gotischen Architektur schuf man an den Balkenköpfen Verzierungen, die von schlichter Profilierung durch Fase oder Kehle, Wulst und Stab zur Kombination dieser Grundformen bis zur bildhauerischen Schnitzarbeit führten. Die Renaissance übernahm diese Formen und fügte neue hinzu, beispielsweise Perlstab und Eierstab. Die Zierformen sind vielfältig. Regional haben sich spezifische Gestaltungen herausgebildet, wie beispielsweise in und um Quedlinburg im 17. Jahrhundert die sogenannten Pyramidenbalkenköpfe und dort zuvor im 16. Jahrhundert die sogenannten Zylinderbalkenköpfe.
Bei starker Vorkragung im Stockwerksbau wird eine Unterstützung durch Knaggen oder Konsolen erforderlich, die ebenfalls verziert werden kann, oft zusammen mit dem Balkenkopf.
Mit dem Rückgang der Stockwerksbau-Vorkragungen seit dem 18. Jahrhundert nahm auch die gestalterische Betonung der sichtbaren Balkenköpfe ab und endete schließlich ganz. Zunächst bildeten die Balkenköpfe im 18. Jahrhundert teilweise mit den Füllhölzern ein durchgehendes Profil, dann wurden sie mit profilierten Brettern oder Bohlen zu einem Gesims verkleidet. Nur im historistischen Fachwerk und beim Technischen Fachwerk um 1900 gab es noch einmal ein Wiederaufleben verzierter Balkenköpfe.

Hin und wieder werden auch bei modernen Skelettbauten (Stahlbau, Stahlbetonbau) vorgezogene Balkenköpfe zur plastischen Bereicherung von Fassaden verwendet.

Beispiele gestalteter Balkenköpfe
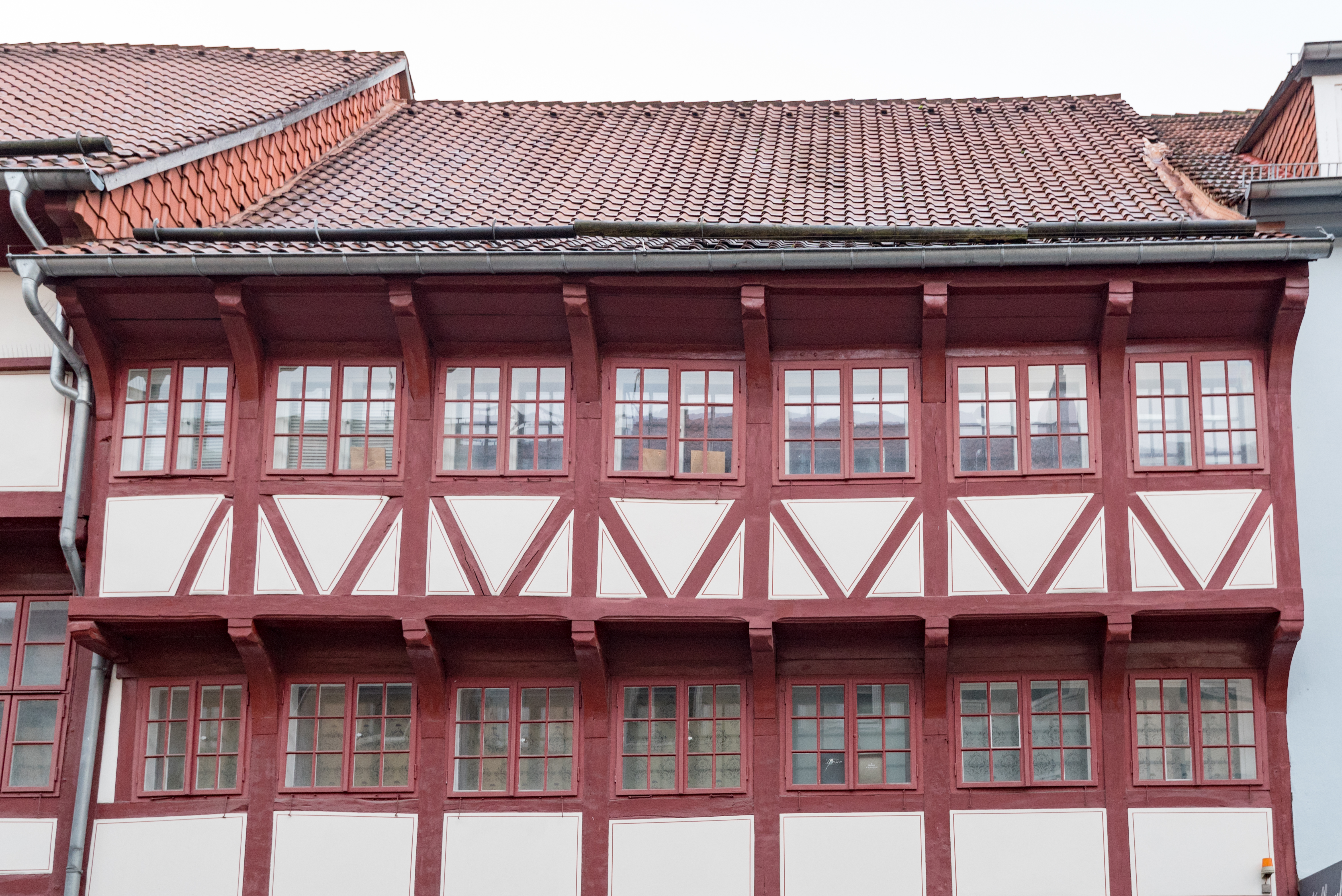
Schlichte Balkenköpfe, unterstützt von ausgerundeten Knaggen (Göttingen, Junkernschänke, 15. Jahrhundert)
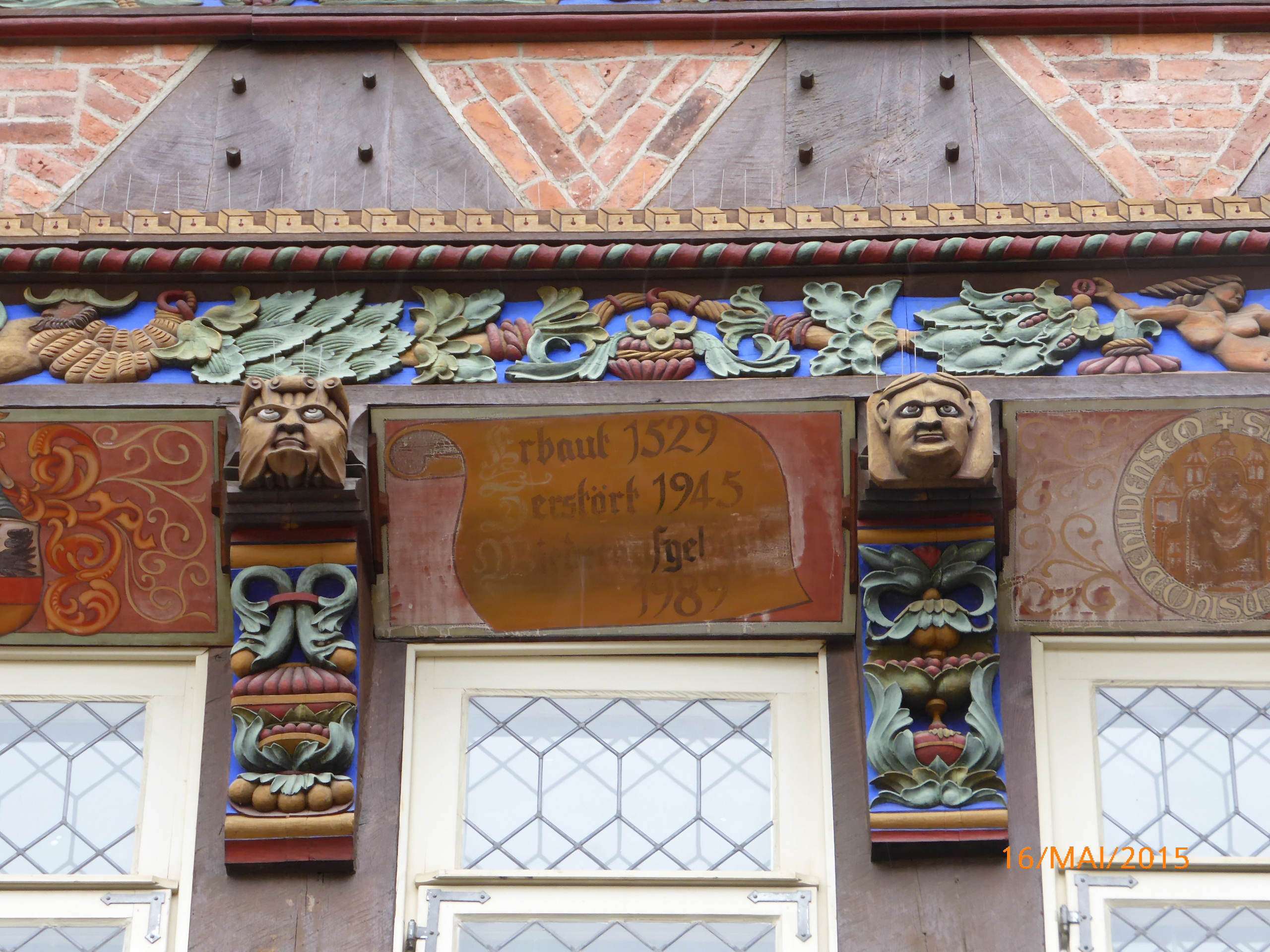
Deckenbalkenkopf mit figürlicher Schnitzerei, ergänzt durch beschnitzte Knaggen, Stockschwelle und bemalte Füllhölzer (Knochenhaueramtshaus Hildesheim, 16. Jahrhundert, rekonstruiert)
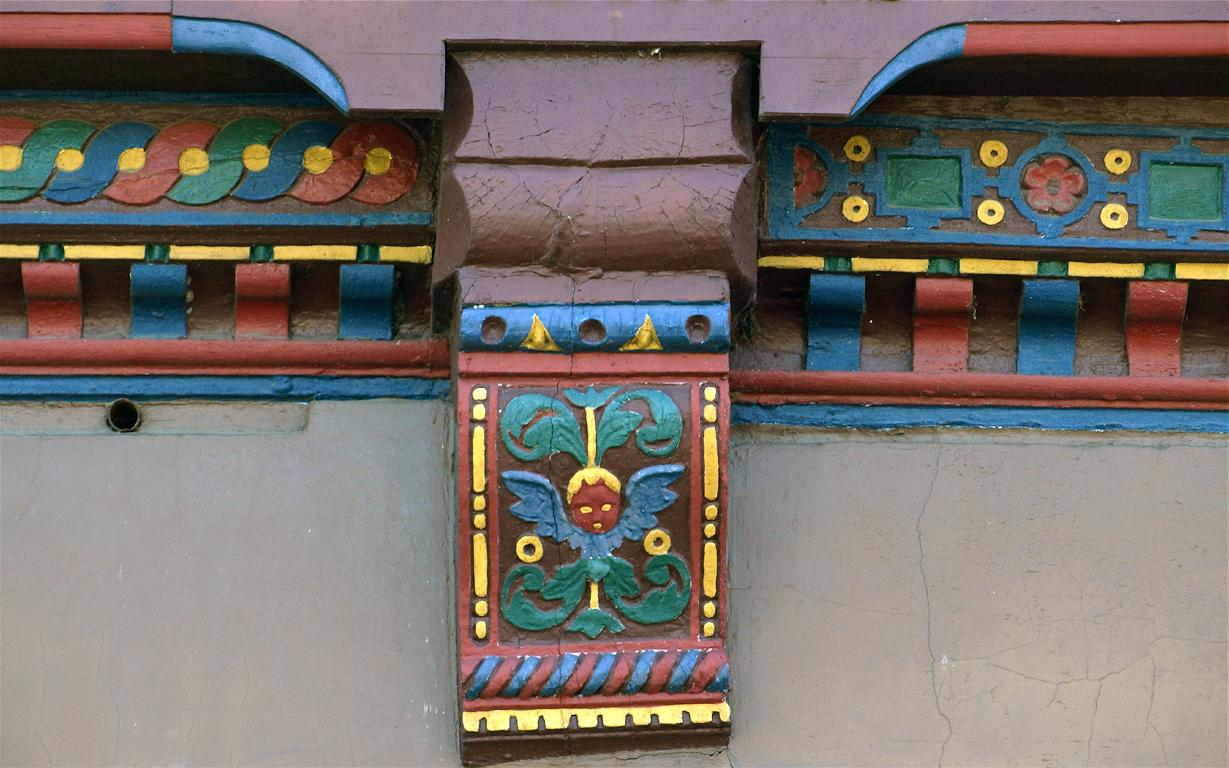
Schlicht profilierter Balkenkopf, gerahmt von  profilierter Knagge, Füllhölzern und Stockschwelle
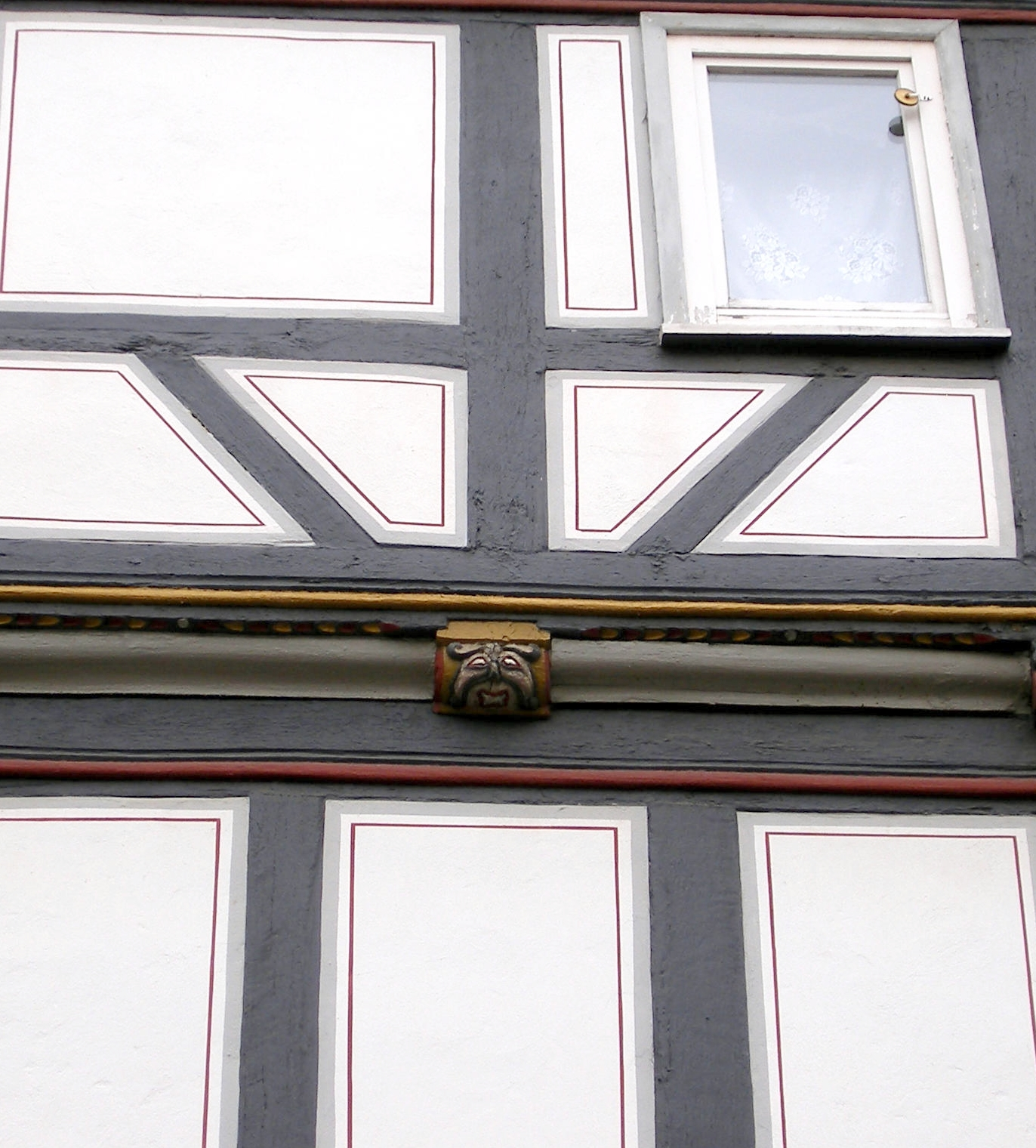
Deckenbalkenkopf mit figürlicher Schnitzerei
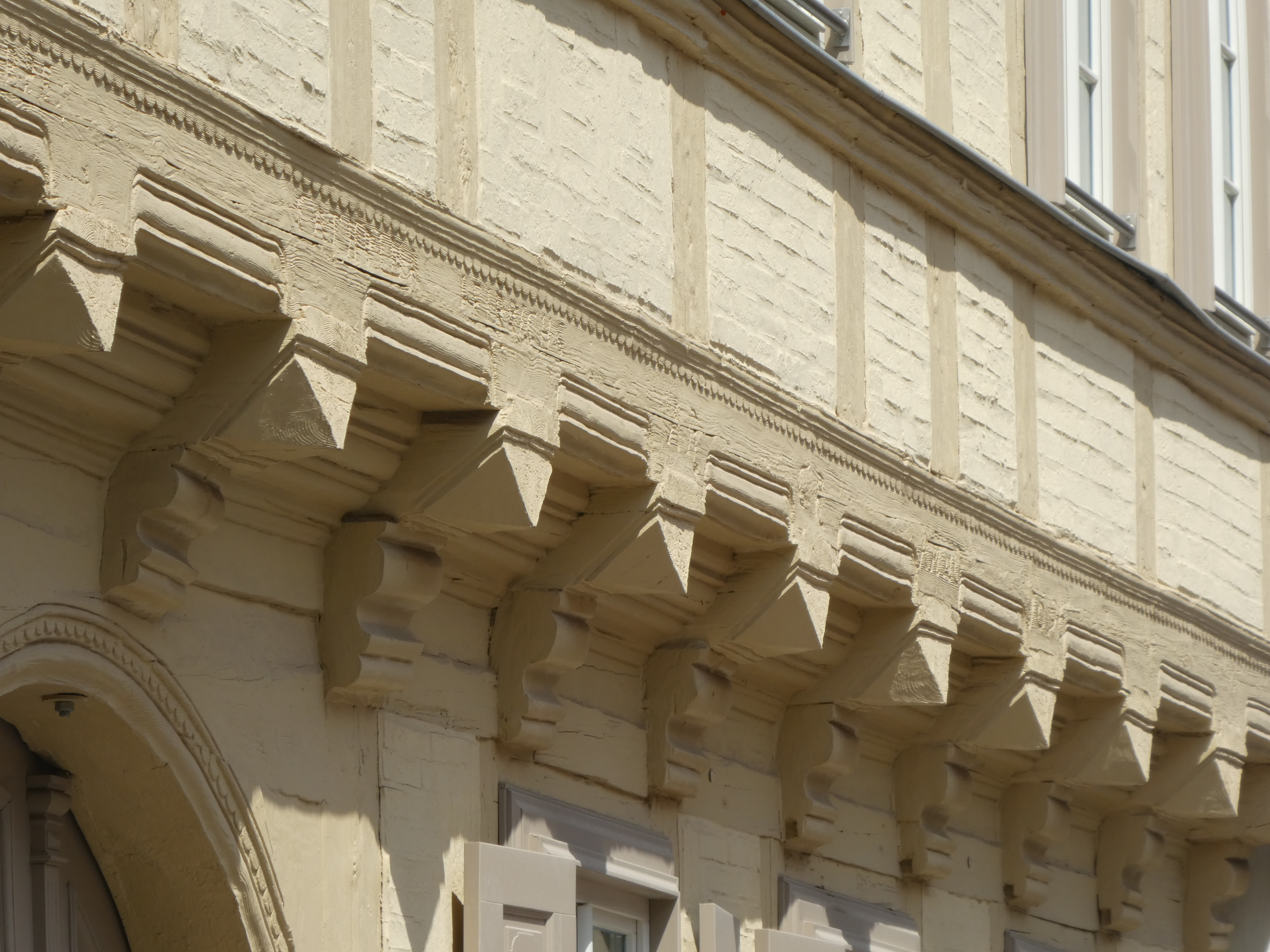
Pyramidenbalkenköpfe mit ebenfalls profilierten Konsolen und Stockwerkschwelle (Quedlinburg, 17. Jahrhundert)
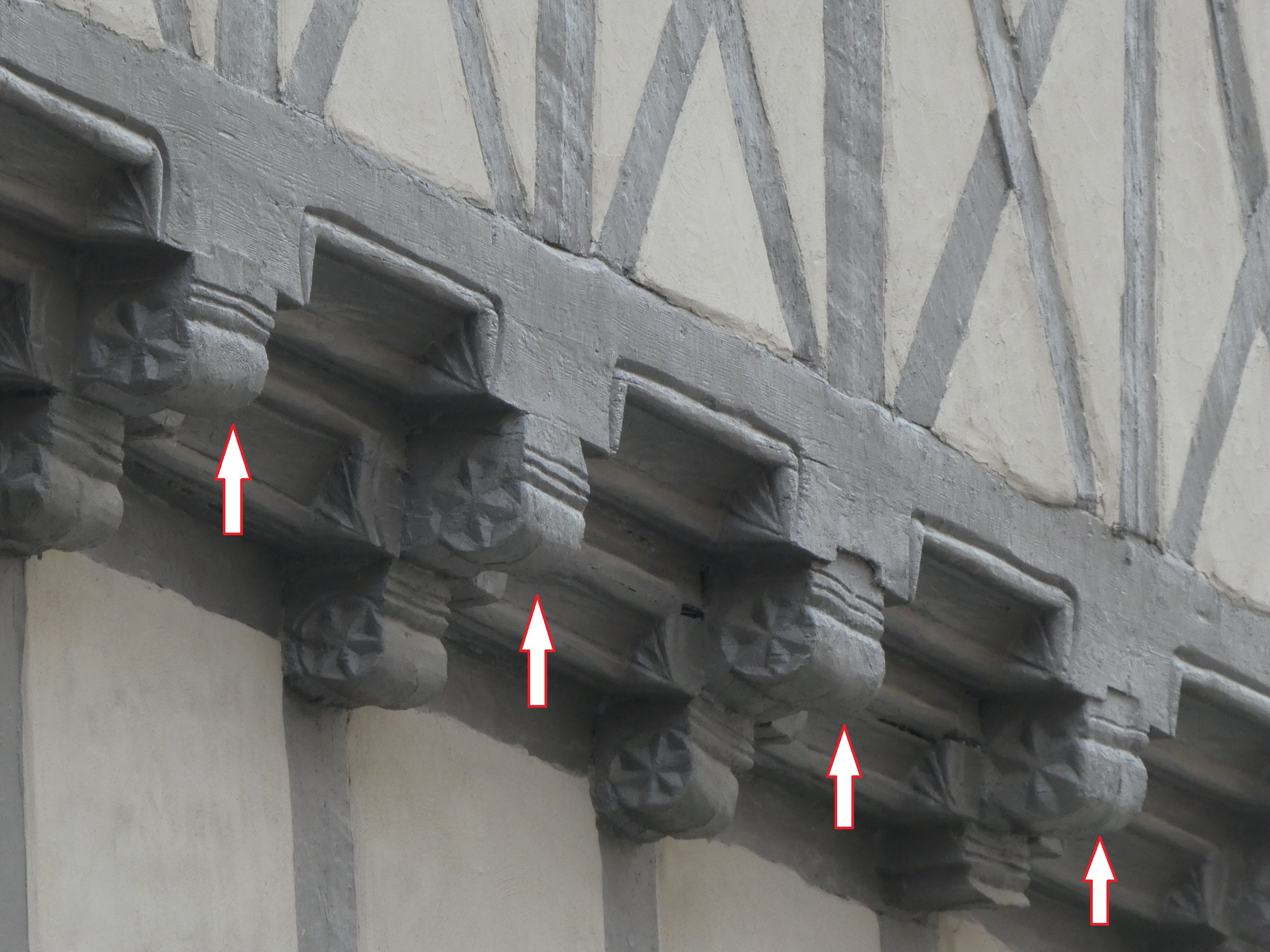
Sogenannte Zylinderbalkenköpfe[5], die in der reich verzierten Deckenbalkenzone zwischen Konsolen und den Schiffskehlen der Füllhölzer und der Stockschwelle kaum eigenständig auffallen (Quedlinburg)
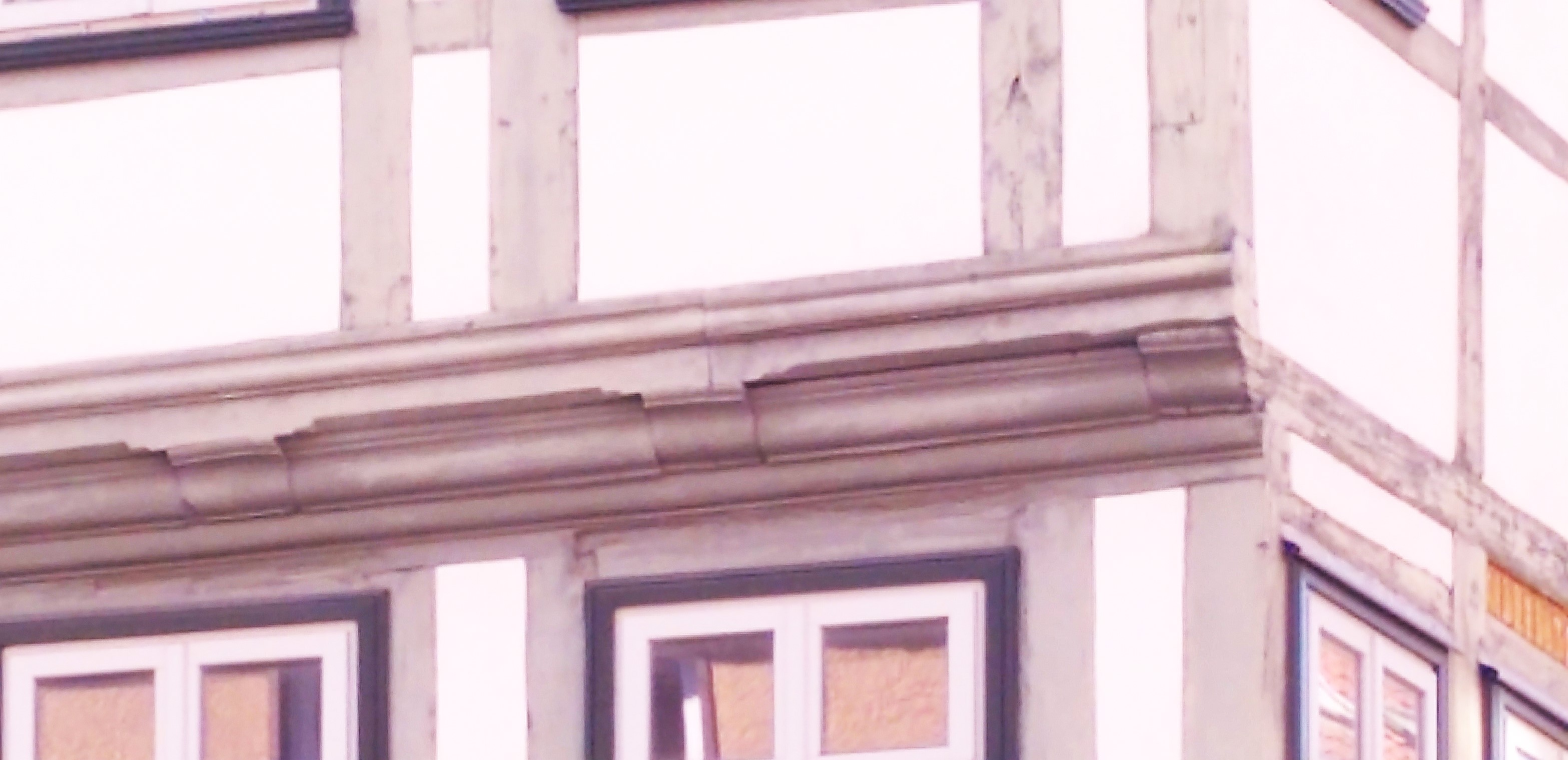
Deckenbalkenköpfe, die zusammen mit gleichartig profilierten Füllhölzern ein durchgehendes Gesims ergeben (Göttingen, um 1700)
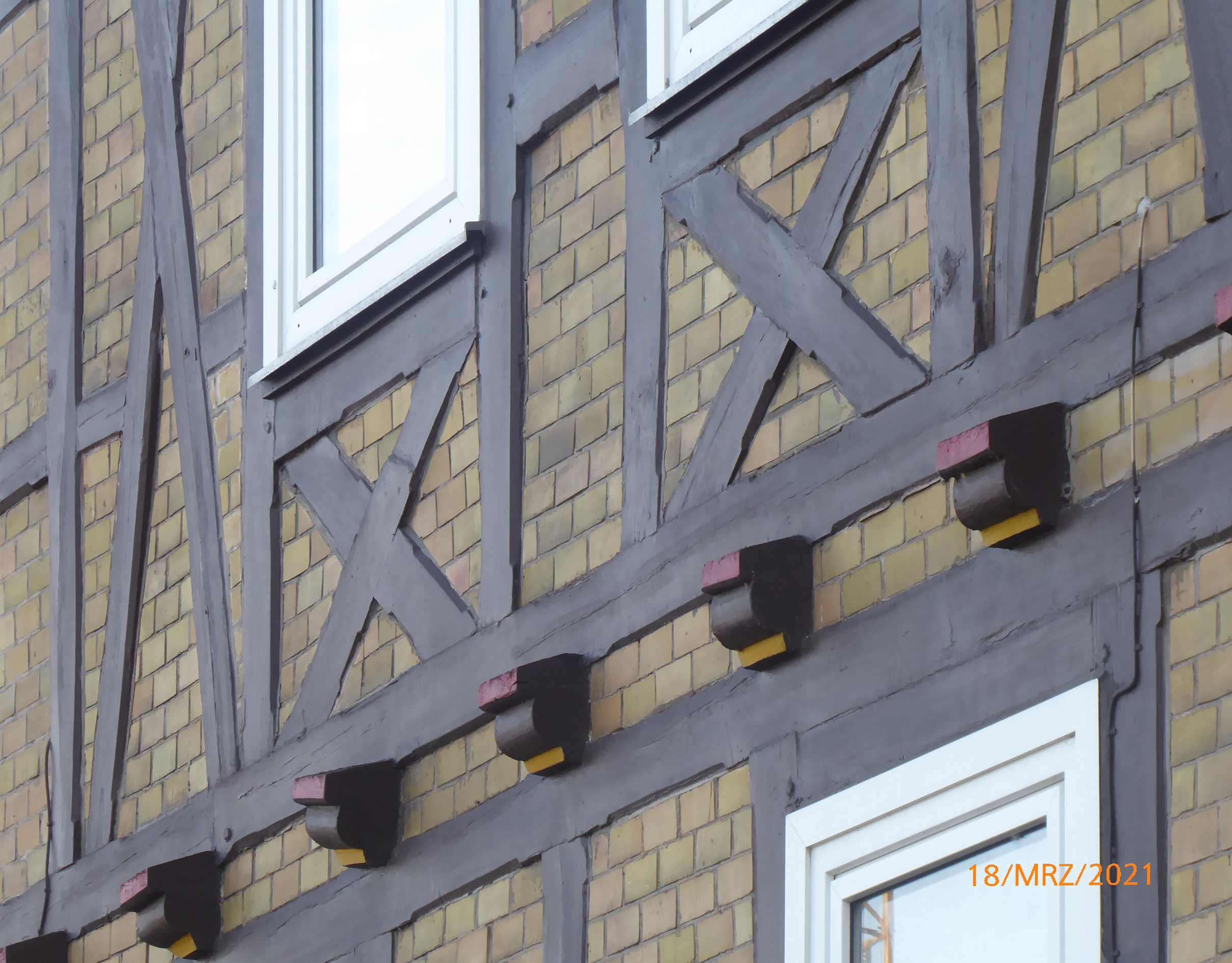
Profilierte Balkenköpfe beim Technischen Fachwerk (Göttingen, um 1885)
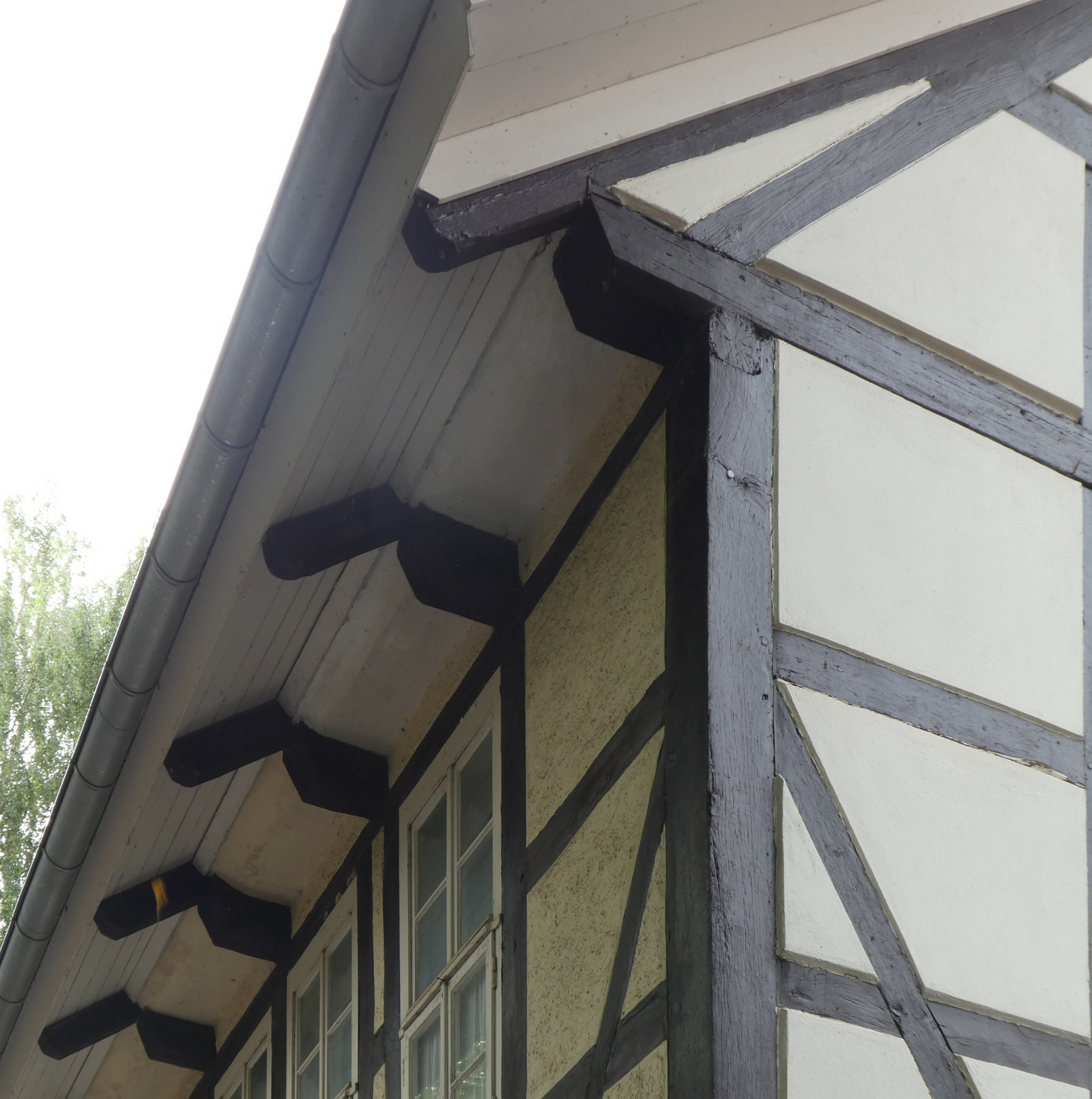
Schlicht abgeschrägte Balkenköpfe einer obersten Deckenbalkenlage, darüber die Balkenköpfe der Aufschieblinge (Göttingen-Geismar, ehemalige Schule, Am Geismar Thie 2, 1837[7])
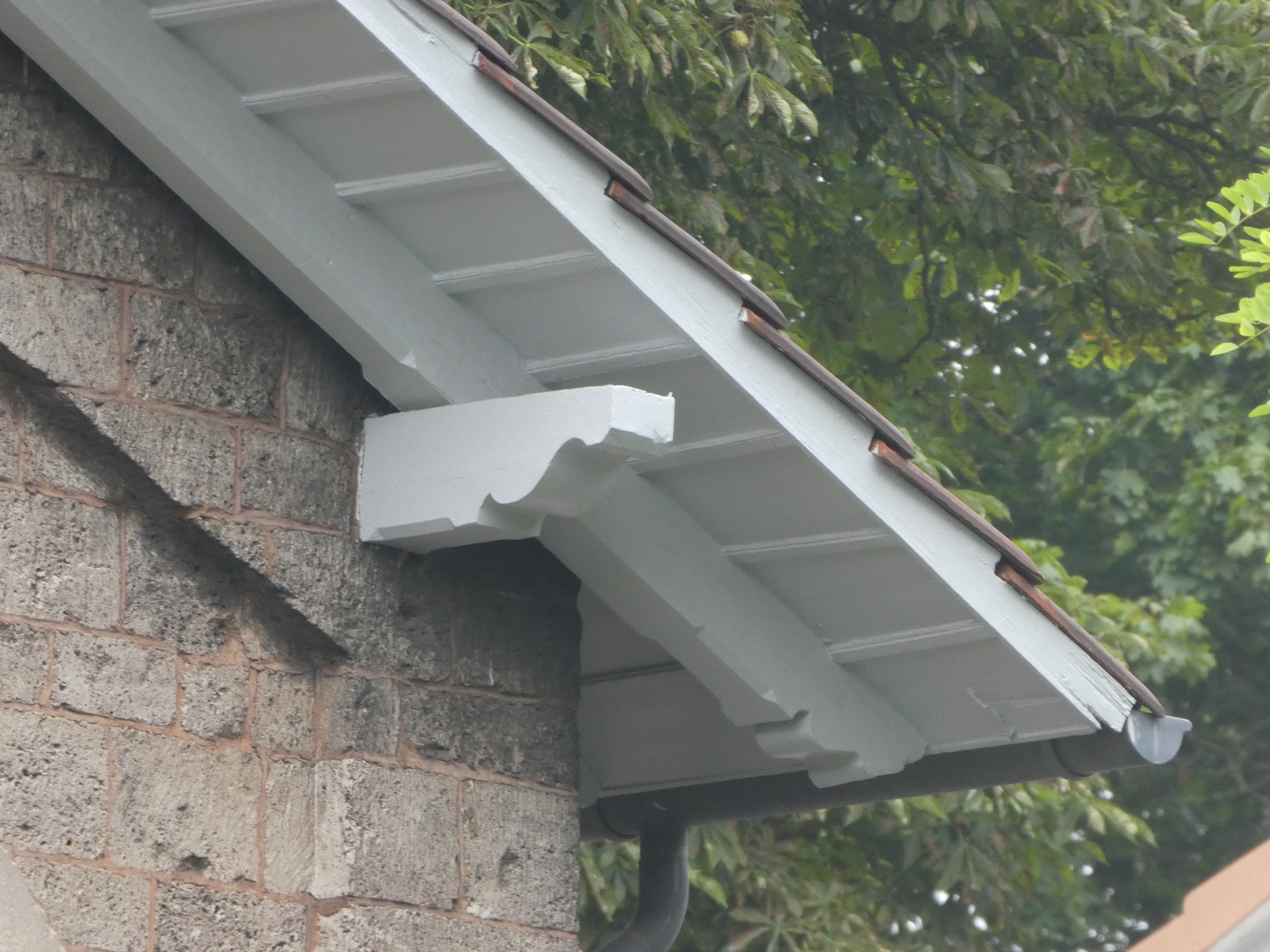
Profilierte Zierbalkenköpfe eines Dachwerks: Pfettenkopf und Sparrenkopf (Göttingen, spätes 19. Jahrhundert)

## Weitere Verwendungen
Verzierte Balkenköpfe kommen auch bei anderen Holzkonstruktionen vor, etwa bei Pfetten, Sparren, Sattelhölzern, Emporen, Balkonen usw.

Galerie
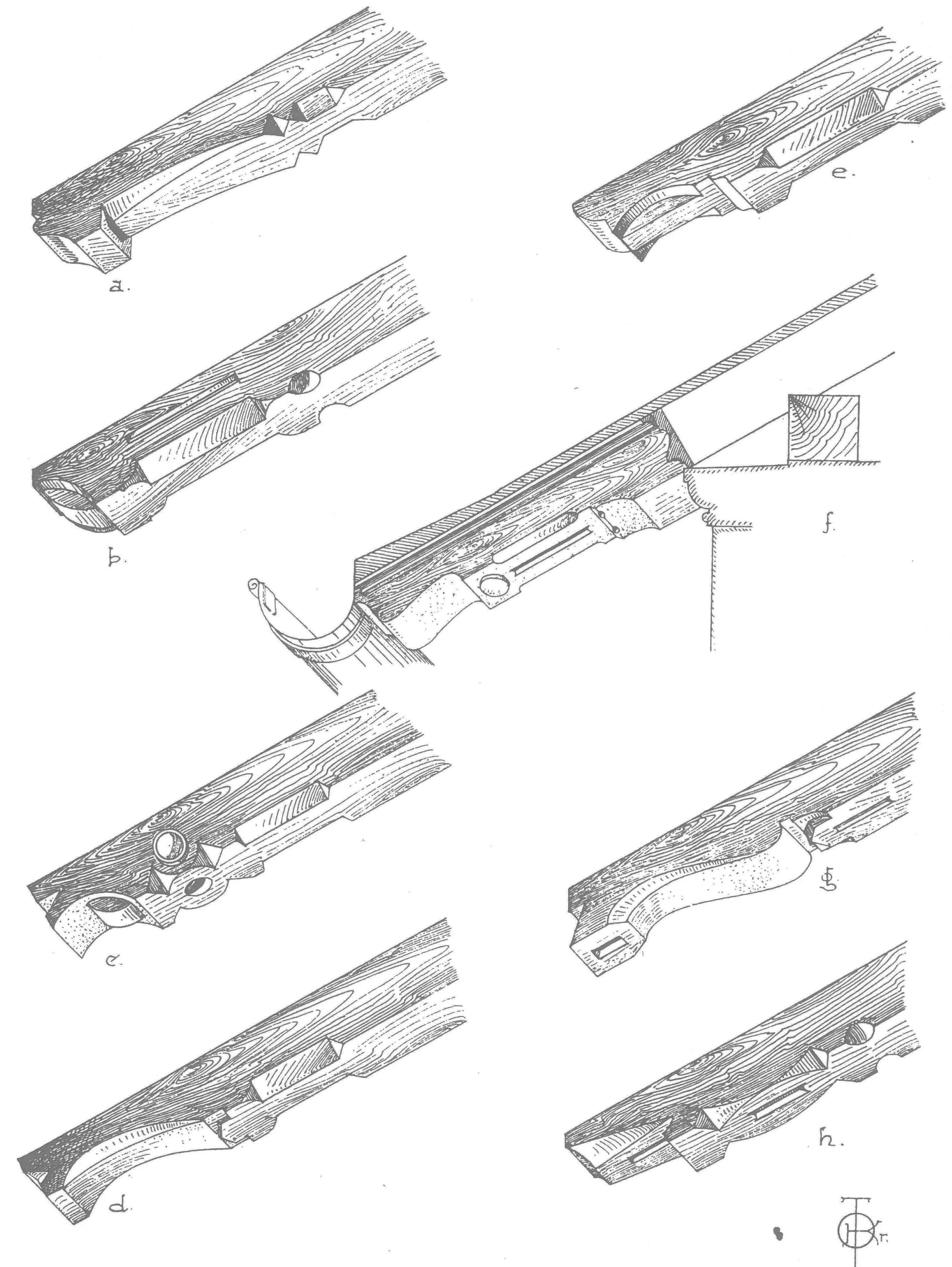
Verzierte Sparrenköpfe aus einem Zimmermanns-Lehrbuch von 1893
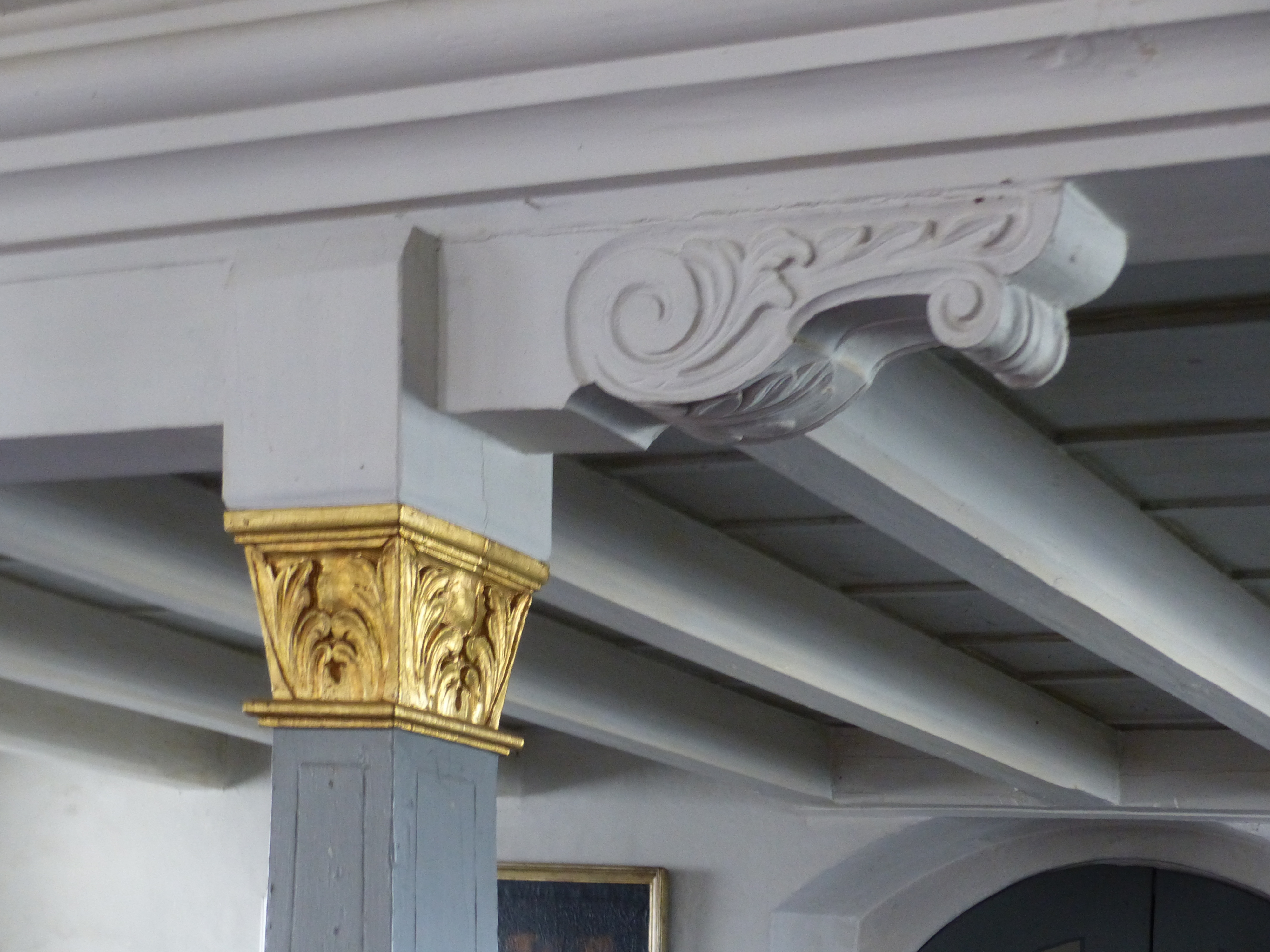
Zier-Balkenkopf eines Sattelholzes, 1721 (Empore von St. Georg, Rückersdorf)
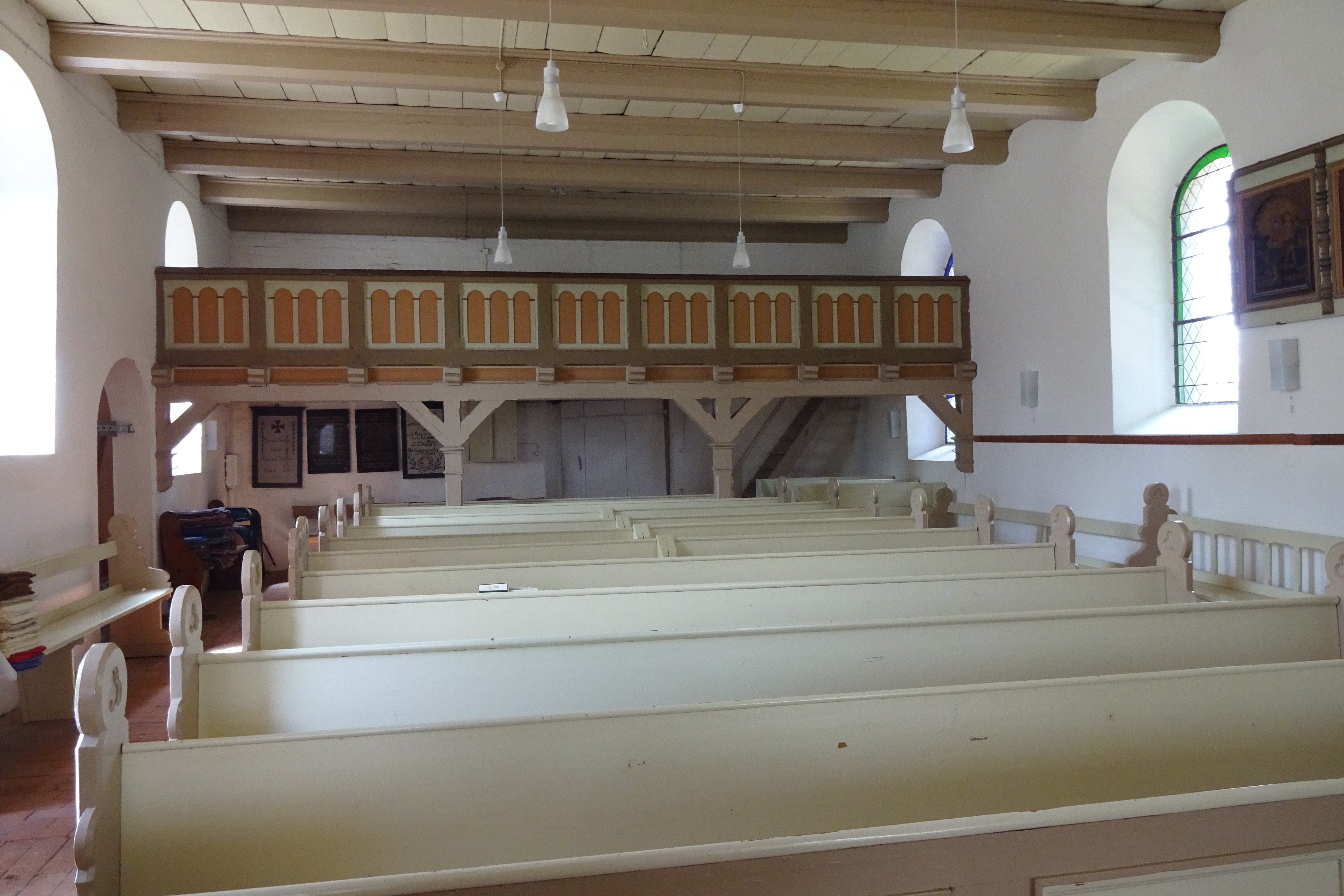
Profilierte Balkenköpfe an der Empore der Dorfkirche Groß Garz
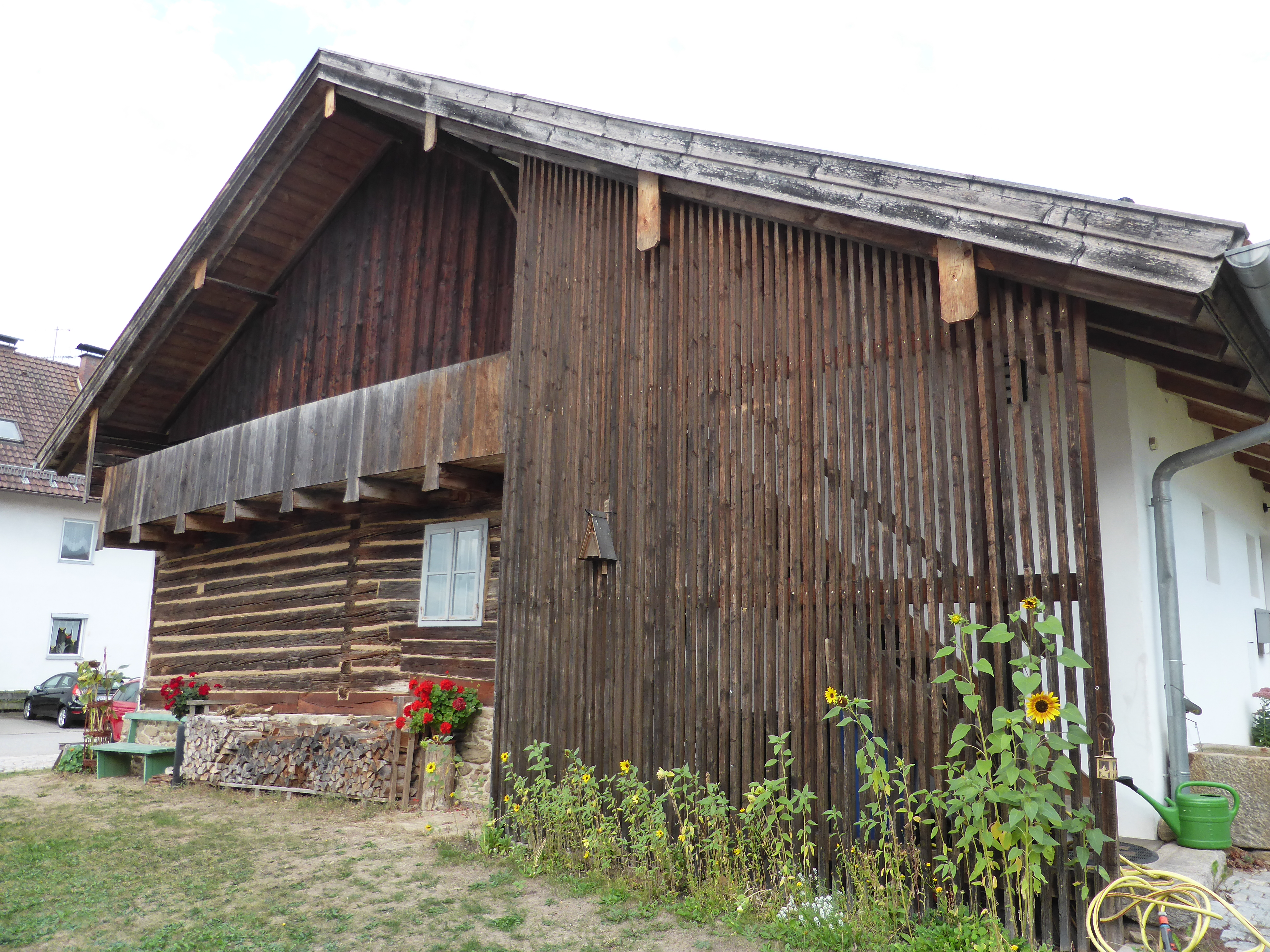
Schlichte Balkenköpfe eines auskragenden Balkons
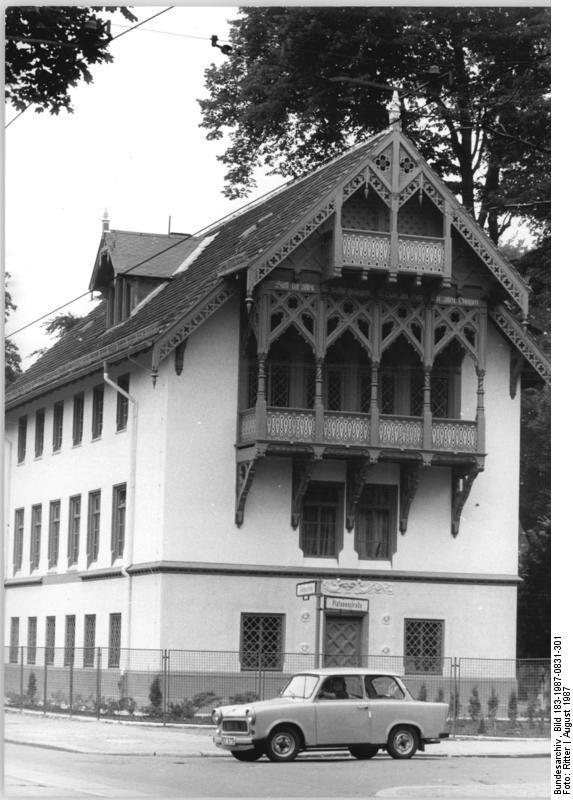
Zier-Balkenköpfe unter zwei Balkonen (Holländerhaus, Berlin, 1852)